# Astragalus filipes
Astragalus filipes är en ärtväxtart som beskrevs av Asa Gray. Astragalus filipes ingår i släktet vedlar, och familjen ärtväxter. Inga underarter finns listade i Catalogue of Life.

## Bildgalleri

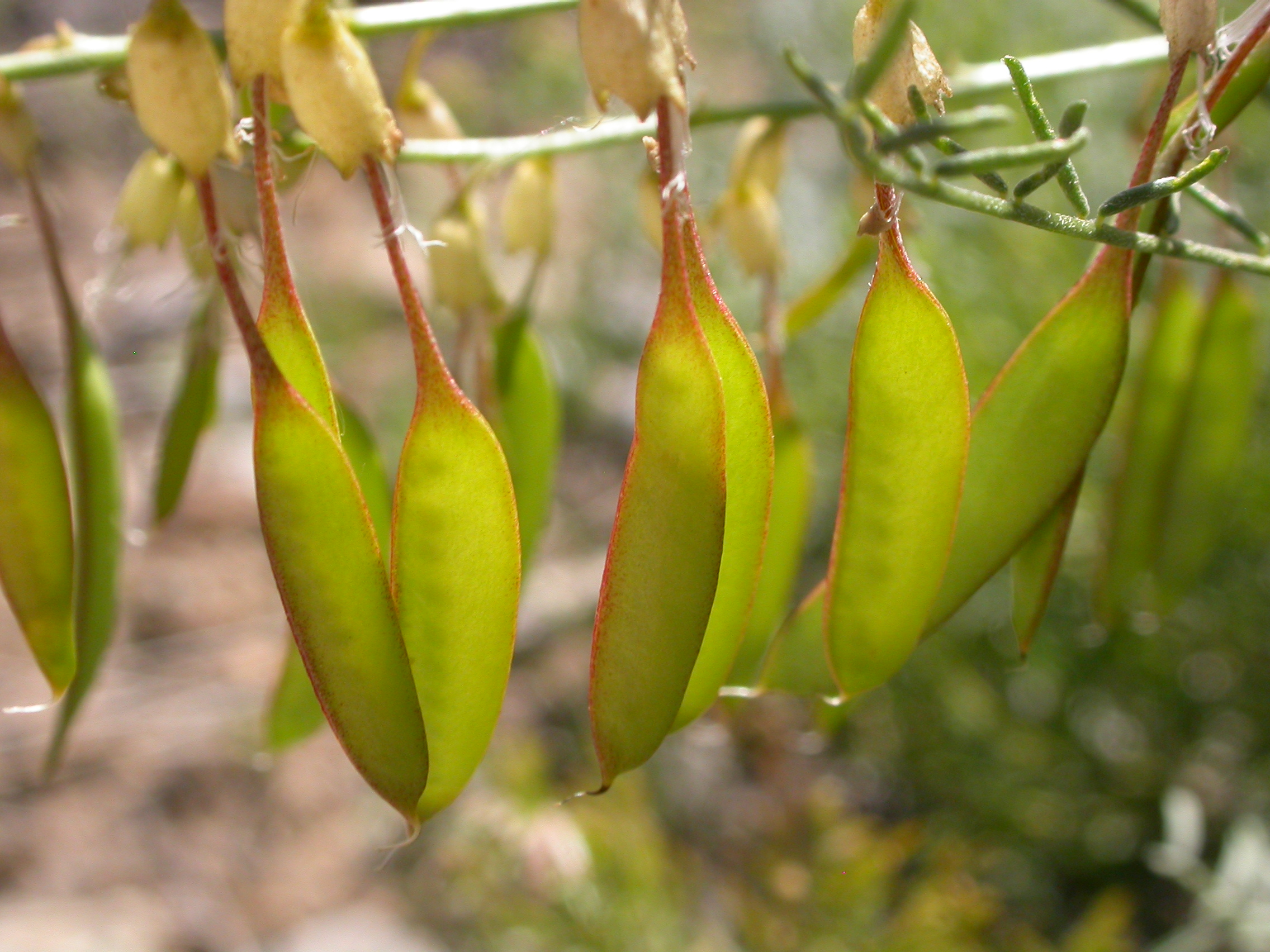
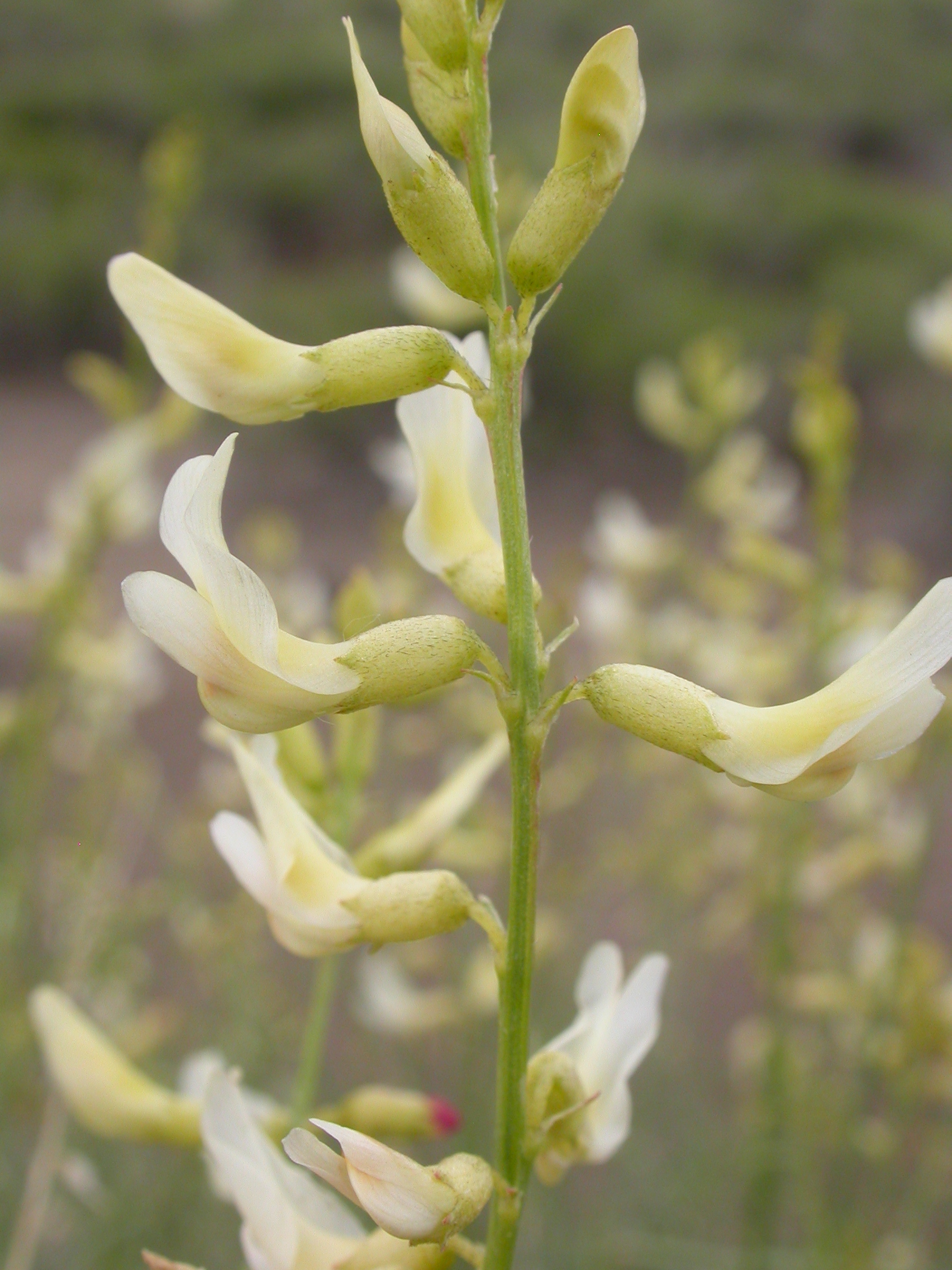
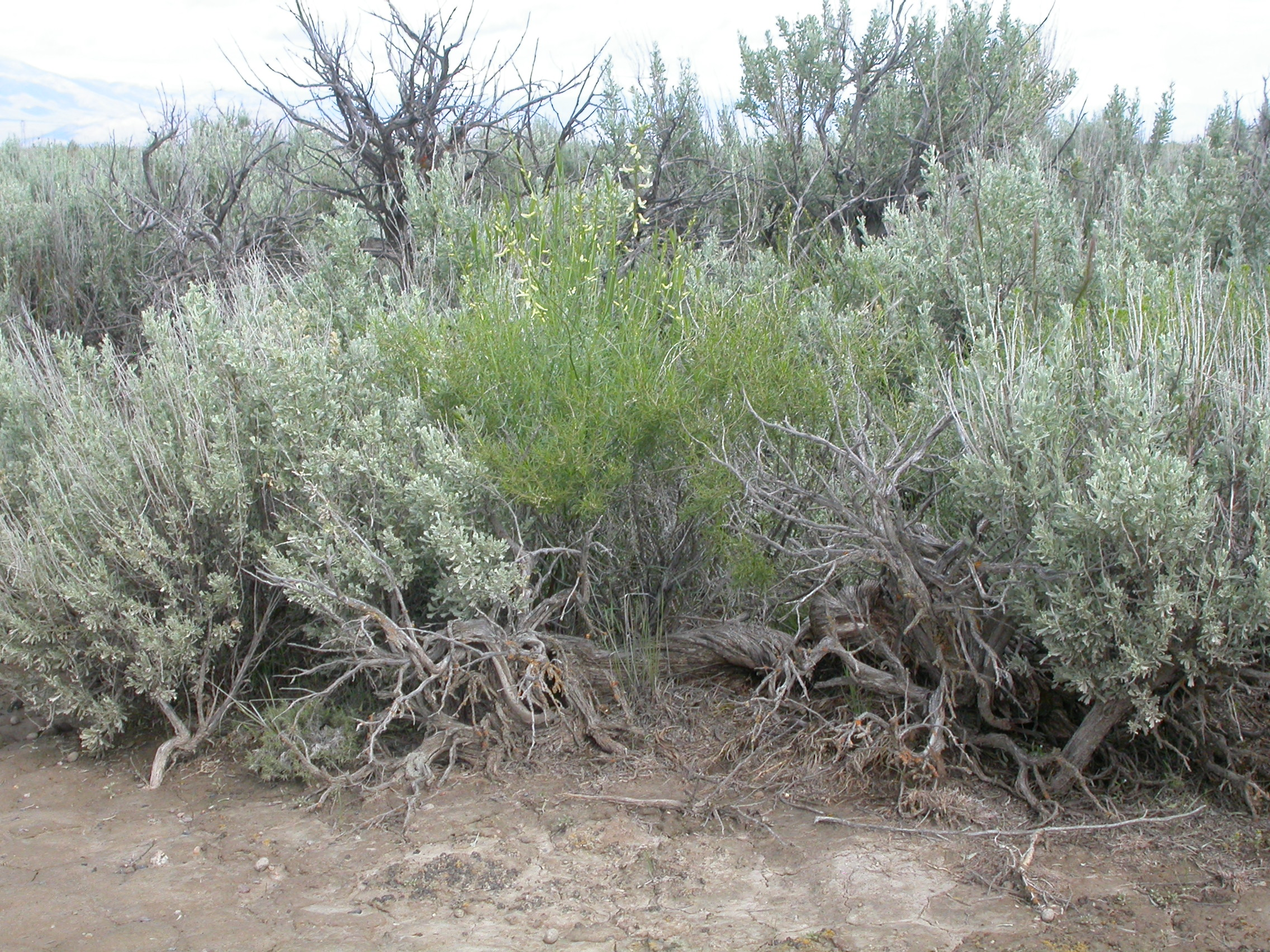
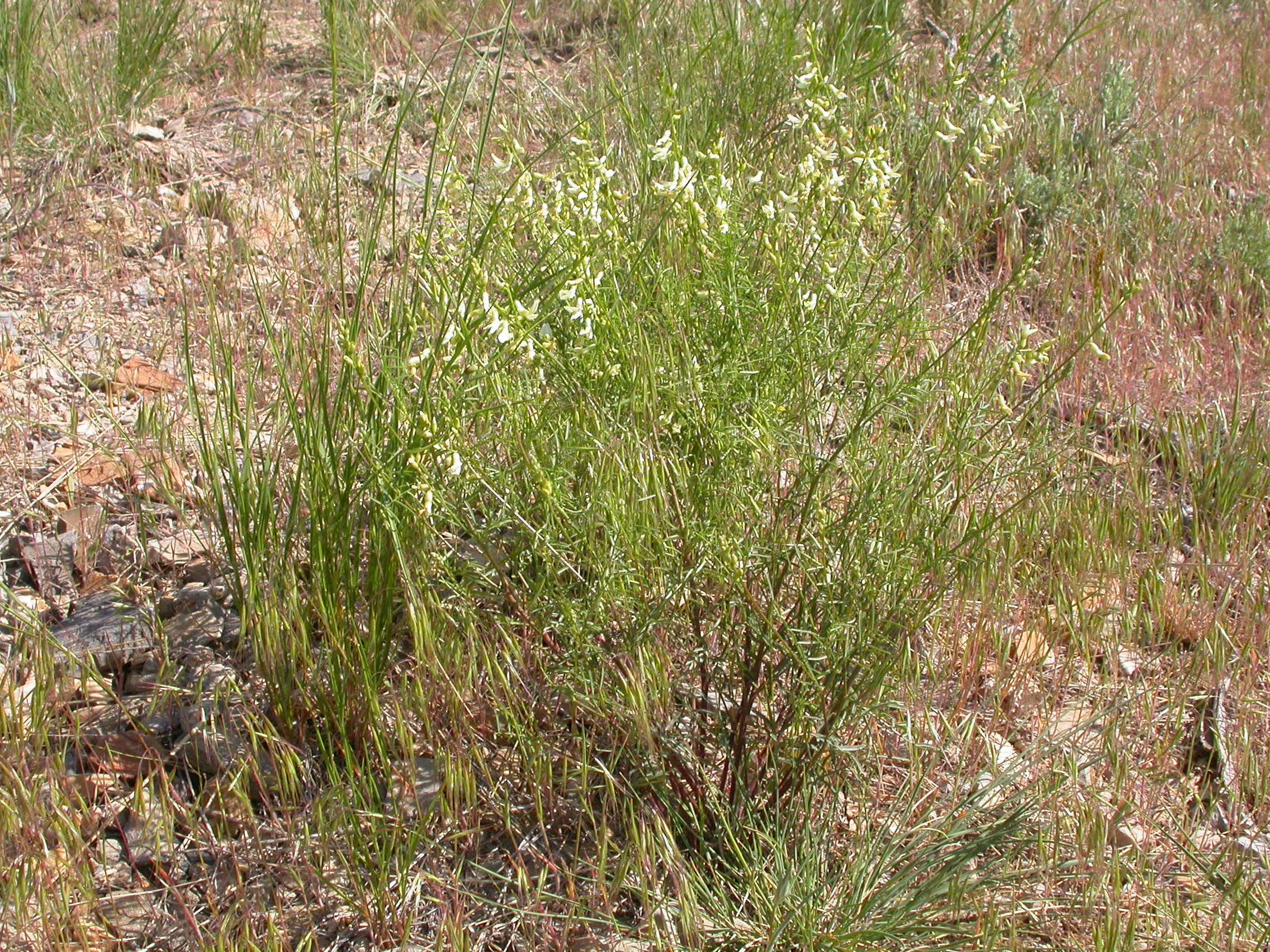